# NGC 299
NGC 299 es un cúmulo estelar abierto ubicada en la Pequeña Nube de Magallanes, una galaxia irregular enana cercana a la Vía Láctea. Ambas se encuentran en la constelación austral de Tucana, a una distancia de 200,000 años luz de distancia del Sol. El cúmulo fue descubierto el 12 de agosto de 1834 por el astrónomo inglés John Herschel.

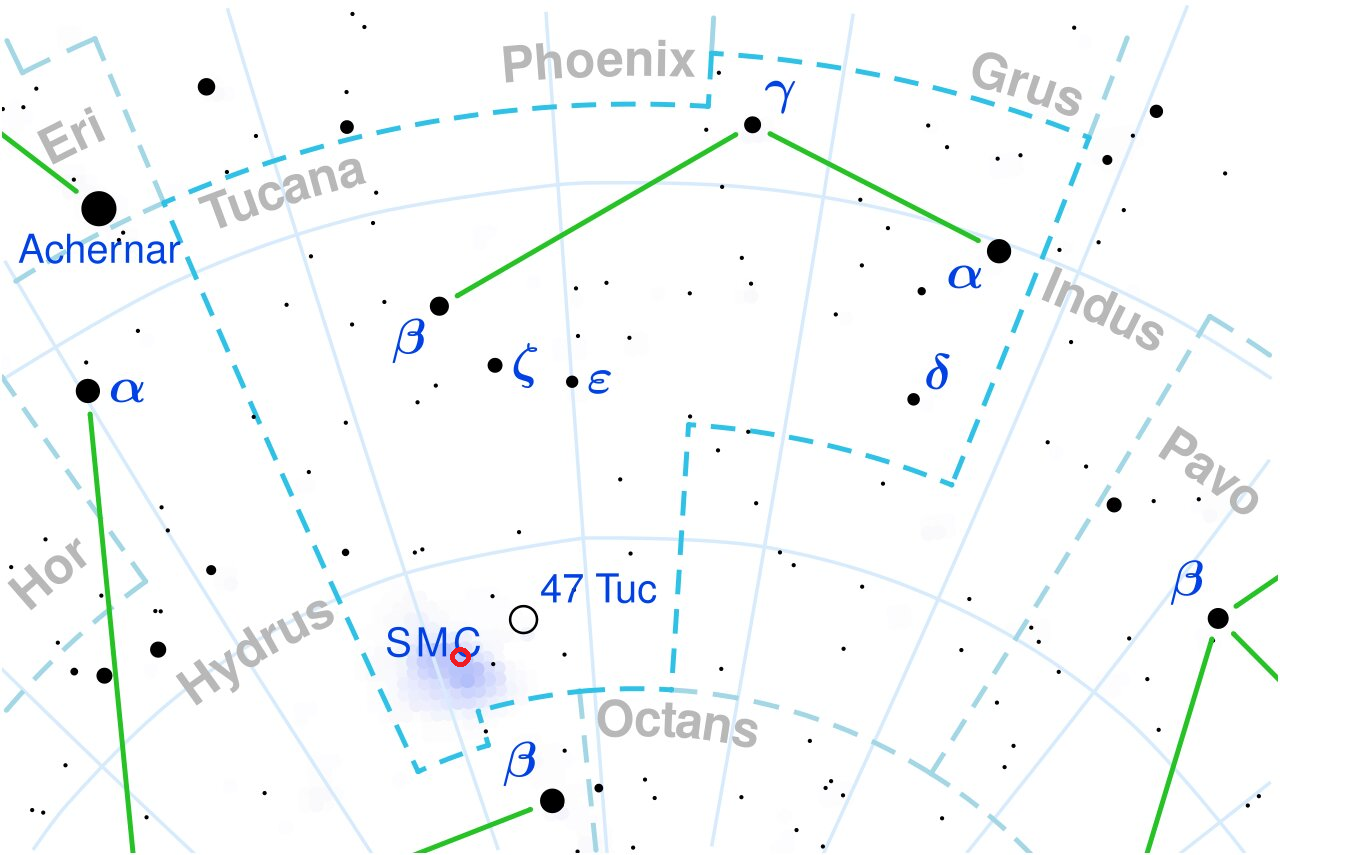
Ubicación del cúmulo estelar NGC 299 en la constelación de Tucana, el tucán. (círculo rojo)

El cúmulo tiene una edad aproximada de 25 millones de años y con una masa aproximada de 600 veces la del Sol. Tiene un radio de 24 años luz. La metalicidad del cúmulo es casi idéntica a la del Sol.  El cúmulo tiene la edad suficiente para que los vientos estelares de los miembros más masivos hayan dispersado todo el polvo y el gas originales, por lo tanto, la formación estelar se ha detenido. Estos tipos de cúmulos contienen estrellas débilmente unidas por los grilletes de la gravedad, todas las cuales se formaron a partir de la misma nube molecular masiva de gas y polvo. Por eso, todas las estrellas tienen la misma edad y composición, pero varían en su masa porque se formaron en diferentes posiciones dentro del cúmulo. Se han identificado dos estrellas binarias y una probable estrella Be, pero el cúmulo carece de  estrellas variables pulsantes de baja amplitud. 